# Emmanuelle Chriqui
Emmanuelle Sophie Anne Chriqui (Montreal, Quebec, 10 de diciembre de 1975) es una actriz canadiense y nacionalizada estadounidense, que ha actuado tanto en cine como en televisión. Su papel en la serie Entourage de la HBO como Sloan y Unscripted como ella misma, junto con dos apariciones en The O.C como Jodie y en varios episodios de El Mentalista  como la asesina Lorelai Martins, aumentaron su visibilidad y su popularidad en el mundo del espectáculo. En mayo de 2006, la revista Maxim la situó en el puesto 37 en su lista anual Hot 100.

## Biografía

### Infancia
Emmanuelle Chriqui (/ᵻˈmænjuːl ˈʃriːki/ pronunciado similar al inglés shreeky) es hija de judíos sefardíes procedentes de inmigrantes marroquíes. Su madre nació en Casablanca y su padre en Rabat. Chriqui tiene parientes en Israel y fue educada en judaísmo ortodoxo sefardí.
Chriqui tiene un hermano mayor, Serge, y una hermana mayor, Laurence. Cuando apenas tenía 2 años, su familia se trasladó a Toronto (Ontario). Ella creció en Unionville (Markham), un suburbio al noroeste de la ciudad. Siendo niña, hizo clases de interpretación que le pagó su hermano mayor. Chriqui asistió a clases de actuación dramática en la Unionville High School. Después de finalizar la enseñanza secundaria, Emmanuelle decidió proseguir su carrera de actriz.

### Carrera
Chriqui comenzó a actuar a los 10 años en anuncios de la cadena de restaurantes McDonald's. Se trasladó a Vancouver a mediados de los 90 siendo estrella invitada en series como Are You Afraid of the Dark?, Forever Knight, Once a Thief y Psi Factor: Chronicles of the Paranormal. Su primera actuación en Hollywood fue en un papel secundario en Detroit Rock City (1999). Posteriormente apareció en películas como 100 Girls, On the Line e In the Mix. Protagonizó junto a Cameron Douglas la película National Lampoon's Adam & Eve, haciendo el papel de una sexy y virginal Eva. En 2008 participó en la película You Don't Mess with the Zohan, donde interpretó a Dalia, una inmigrante palestina que vive en Nueva York, y de la que se enamora el personaje de Adam Sandler.
Mientras su carrera en el cine iba progresando, todavía tenía el tiempo para hacer papeles para televisión. Apareció en la exitosa serie Entourage interpretando a Sloan McQuewick e hizo de una sexy extra en el show Unscripted. También ha sido estrella invitada en varios programas de televisión.
Chriqui fue nominada como Mejor Actriz en los premios DVD Exclusive por su actuación en 100 Girls y fue nominada, con Lance Bass, a los premios Choice Liplock Teen Choice por On the Line. Además, ganó el Premio Standout de interpretación en los Jóvenes Premios de Hollywood. En 2009 apareció en la cinta de comedia Woman in Trouble.
En enero de 2010 es elegida como "la mujer más deseada del año", según la página web AskMen.com; lista en la cual estuvo seguida por la modelo Marisa Miller en segundo lugar y la actriz Kate Beckinsale en tercero.

### Vida personal
Emmanuelle Chriqui mantiene una relación sentimental con Adrian Bellani desde 2014.

## Filmografía
| Año       | Título                                   | Rol                         | Notas                                                           |
| --------- | ---------------------------------------- | --------------------------- | --------------------------------------------------------------- |
| 1995      | Kung Fu: The Legend Continues            | Bumper                      | Televisión (1 ep.)                                              |
| 1995      | Harrison Bergeron                        | Jennie                      | Telefilm                                                        |
| 1995      | Forever Knight                           | Jude Deshnel                | Televisión (1 ep.)                                              |
| 1995      | The Donor                                | Patty                       | Vídeo                                                           |
| 1996      | Are You Afraid of the Dark?              | Amanda                      | Televisión (1 ep.)                                              |
| 1997      | PSI Factor: Chronicles of the Paranormal | Melissa                     | Televisión (1 ep.)                                              |
| 1997      | The Adventures of Sinbad                 | Serendib                    | Televisión (1 ep.)                                              |
| 1997      | Kyûketsuki Miyu                          | Hisae Aoki                  | Anime (14 ep.) Voz                                              |
| 1998      | Principal Takes a Holiday                | Roxanne                     | Telefilm                                                        |
| 1998      | Alien Abduction: Incident in Lake County | Renee Laurent               | Telefilm                                                        |
| 1998      | Once a Thief                             |                             | Televisión (1 ep.)                                              |
| 1998      | Futuresport                              | Gonzales                    |                                                                 |
| 1999      | Detroit Rock City                        | Barbara                     | Cero en conducta en España, Rockeros rebeldes en México         |
| 2000      | Ricky 6                                  | Lee                         |                                                                 |
| 2000      | Snow Day                                 | Claire Bonner               |                                                                 |
| 2000      | 100 Girls                                | Patty                       |                                                                 |
| 2003      | On the Line                              | Abbey                       |                                                                 |
| 2003      | Wrong Turn                               | Carly                       |                                                                 |
| 2003      | Rick                                     | La sufrida esposa del Duque |                                                                 |
| 2003      | Jake 2.0                                 | Theresa Carano              | Televisión (1 ep.)                                              |
| 2005      | The O.C                                  | Jodie                       | Televisión (2 ep.)                                              |
| 2005      | Candy Paint                              | Angela Martínez             |                                                                 |
| 2005      | Unscripted                               | Emmanuelle                  | Televisión (3 ep.)                                              |
| 2005      | Waiting                                  | Tyla                        |                                                                 |
| 2005      | The Crow: Wicked Prayer                  | Lilly                       |                                                                 |
| 2005      | National Lampoon's Adam & Eve            | Eva                         |                                                                 |
| 2005      | In the Mix                               | Dolly                       |                                                                 |
| 2006      | Waltzing Anna                            | Jill                        |                                                                 |
| 2006      | Deceit                                   | Emily                       | Telefilm                                                        |
| 2007      | After Sex                                | Jordy                       |                                                                 |
| 2007      | Entourage                                | Sloan                       | Televisión (12 ep.)                                             |
| 2007      | After Sex                                | Jordy                       |                                                                 |
| 2007      | Cadillac Records                         | Revetta Chess               |                                                                 |
| 2008      | August                                   | Morela                      |                                                                 |
| 2008      | You Don't Mess with the Zohan            | Dalia                       |                                                                 |
| 2008      | Tortured                                 | Becky                       |                                                                 |
| 2009      | Saint John of Las Vegas                  | TBA                         |                                                                 |
| 2009      | Taking Chances                           | Lucy                        |                                                                 |
| 2010      | 13                                       | Aileen                      |                                                                 |
| 2011      | Kick Buttowski: Suburban Daredevil       | Voz de Kelly                |                                                                 |
| 2011      | 5 días de guerra                         | Tatia                       |                                                                 |
| 2011      | The Borgias                              | Sancha                      | "The French King", "Death, on a Pale Horse", "Nessuno (Nobody)" |
| 2011–2012 | Thundercats                              | Cheetara (voz)              | Serie de televisión                                             |
| 2012–2013 | Tron: Uprising                           | Paige (voz)                 |                                                                 |
| 2012      | El mentalista                            | Lorelei Martins             | Televisión (4 episodios)                                        |
| 2012      | Tron: Uprising                           | Paige                       |                                                                 |
| 2013-2014 | Cleaners                                 | Verónica                    | Protagonista                                                    |
| 2013      | The Ordained                             | Sam                         | Película para TV                                                |
| 2013      | Beware the Batman                        | Sapphire Stagg (voz)        | "Toxic"                                                         |
| 2014      | Men at Work                              | Sasha                       | "I Take Thee, Gibbs"                                            |
| 2014      | Beware the Batman                        | Sapphire Stagg (voz)        | "Monsters"                                                      |
| 2015      | Entourage                                | Sloan                       |                                                                 |
| 2015      | The Steps                                | Marla                       |                                                                 |
| 2015      | Killing Jesus                            | Herodías                    |                                                                 |
| 2015      | Murder in the First                      | Raphaelle 'Raffi' Veracruz  | Serie de televisión                                             |
| 2016      | Omphalos                                 | Alise Spiegelman            |                                                                 |
| 2016      | Shut Eye                                 | Gina                        | Serie de televisión                                             |
| 2018      | Super Troopers 2                         | Genevieve Aubois            |                                                                 |
| 2021-2023 | Superman & Lois                          | Lana Lang                   | Elenco principal                                                |